# Melanostoma apicale
Melanostoma apicale är en tvåvingeart som beskrevs av Jacques-Marie-Frangile Bigot 1884. Melanostoma apicale ingår i släktet gräsblomflugor, och familjen blomflugor. Inga underarter finns listade i Catalogue of Life.